# 马雷贝
马雷贝（義大利語：Marebbe；德语：Enneberg），是意大利波尔扎诺自治省的一个市镇。总面积161平方公里，人口2899人，人口密度18.0人/平方公里（2009年）。ISTAT代码为021047。